# 本多忠顕
本多 忠顕（ほんだ ただあき）は、江戸時代中期から後期にかけての大名。三河国岡崎藩の第3代藩主。官位は従五位下・中務大輔。忠勝系本多家宗家13代。

## 生涯
安永5年（1776年）4月16日、伊予国西条藩の第6代藩主・松平頼謙の次男として江戸にて誕生。幼名は敬次郎。寛政2年（1790年）に岡崎藩主・本多忠典が早世したため、その養子として家督を継ぐことになるが、藩内で相次ぐ養子問題から家督抗争が起こる。しかし、幕府の老中松平定信と本多一族の本多忠籌の調停により、抗争は鎮められた。
若年のため、藩政は家老の中根忠容と服部平兵衛、商人の三谷喜三郎らによって行われた。彼らは32万両にまで膨れ上がった借金を抱える藩の財政を再建するため、財政改革に着手する。その結果、寛政9年（1797年）までに改革の効果が現れて24万両にまで借金を減らすことができた。ところが、成長した忠顕が改革反対派と結託して改革派の排斥に乗り出し、寛政8年（1796年）に服部平兵衛が、寛政11年（1799年）に中根忠容がそれぞれ失脚に追い込まれた。
その後は忠顕の親政が行われたが、遊興に耽って藩政を顧みなかった。このため、藩の財政難がさらに促進されたという。この頃の岡崎藩の衰退を示す逸話として、武士が着けるための武具はほとんどなく、馬に至っては厩舎に1頭しかいないという有様だったとまでいわれている。
文政4年（1821年）2月9日、病を理由に4男・忠考に家督を譲って隠居しようとするが、このときには忠考を廃して親藩から養子を迎えようという動きもあるほどだった（忠顕も親藩の出身である）。しかし結局は、忠考が家督を継いでいる。
天保9年（1838年）3月4日、死去した。享年63。

## 系譜
父母
- 松平頼謙（実父）
- 永石氏 ー 側室（実母）
- 本多忠典（養父）

正室
- 酒井忠順の娘

側室
- 乙見氏

子女
- 長男　本多篤之助　生母は酒井忠順の娘
- 長女 本多忠敬正室
- 二男　本多重松　生母は酒井忠順の娘
- 二女 井上正廬正室のち畠山義宣継々室
- 三男　本多午之丞
- 四男　本多忠考　生母は乙見氏（側室）
- 三女 阿部正暠正室
- 四女 丹羽氏賢正室